# Freya justina
Freya justina is een spinnensoort in de taxonomische indeling van de springspinnen (Salticidae).
Het dier behoort tot het geslacht Freya. De wetenschappelijke naam van de soort werd voor het eerst geldig gepubliceerd in 1929 door Nathan Banks.